# Ixalodectes flectocercus
Ixalodectes flectocercus és una espècie d'ortòpter de la família Tettigoniidae.

## Distribució geogràfica
És un endemisme d'Austràlia.

## Estat de conservació
Hom pensà que estava extint fins que fou redescobert l'any 1999.